# Civate
Civate (Sciuaa, Ciüâ o Civàa in dialetto lecchese) è un comune italiano di 3 719 abitanti della provincia di Lecco in Lombardia. È posto nella Valle Magrera tra lo sbocco della Valle dell'Oro ed il torrente Rio Torto. Si trova ai piedi del monte Cornizzolo di fronte al monte Barro. 
Civate è divisa in varie frazioni tra cui il centro storico, la Santa, Tozio, il Pozzo, Scola e Isella che si trova sull'istmo che divide il lago di Annone.
Pur facendo parte dell'arcidiocesi di Milano, a Civate si pratica il rito romano anziché il rito ambrosiano, in usanza della fondazione dell'Abbazia di San Pietro al Monte.

## Geografia fisica

### Territorio
Civate è esteso in prevalenza sul versante sud-est del monte Cornizzolo. Si affaccia sul lago di Annone ricoprendo l'istmo che lo divide.

### Idrografia e geomorfologia
Il territorio comunale si posiziona nel contesto morfologico della Pianura lombarda legata a deposizione fluvioglaciale e fluviale/alluvionale di età quaternaria. È collinare, a seguito dell'intenso livellamento per scopi agricoli della superficie originaria leggermente più ondulata; infatti, a grande scala si possono presentare delle blande ondulazioni, interpretabili come paleo-alvei, che testimoniano le antiche divagazioni dei corsi d'acqua che hanno attraversato e costruito il paesaggio, caratterizzato ora da un fitto reticolo idrografico composto da corsi d'acqua naturali.

### Azione sismica
Il comune di Civate è classificato in zona sismica 3. Ammassi rocciosi affioranti o terreni molto rigidi caratterizzati da Vs30 superiori a 800 m/sec, eventualmente comprendenti in superficie uno strato di alterazione, con spessore massimo pari a 3 m. Superficie pianeggiante, pendii e rilievi isolati con inclinazione media i 15°.

### Clima
Il clima civatese è una via di mezzo tra quello alpino e quello padano, con estati non troppo afose e con inverni non troppo rigidi. A gennaio, il mese più secco dell'anno, le precipitazioni raggiungono i 61 mm, a giugno la piovosità è in media di 120 mm. La temperatura media del mese di luglio è di 22,2 °C, mentre in gennaio è la più bassa dell'anno, 2,1 °C di media. Le temperature medie variano di 20,1 °C durante l'anno.
| Civate              | Mesi | Mesi | Mesi | Mesi | Mesi | Mesi | Mesi | Mesi | Mesi | Mesi | Mesi | Mesi | Stagioni | Stagioni | Stagioni | Stagioni | Anno  |
| Civate              | Gen  | Feb  | Mar  | Apr  | Mag  | Giu  | Lug  | Ago  | Set  | Ott  | Nov  | Dic  | Inv      | Pri      | Est      | Aut      | Anno  |
| ------------------- | ---- | ---- | ---- | ---- | ---- | ---- | ---- | ---- | ---- | ---- | ---- | ---- | -------- | -------- | -------- | -------- | ----- |
| T. max. media (°C)  | 5,5  | 7,9  | 13,0 | 17,4 | 21,2 | 25,0 | 27,6 | 26,4 | 23,0 | 17,0 | 10,9 | 6,6  | 6,7      | 17,2     | 26,3     | 17,0     | 16,8  |
| T. min. media (°C)  | −1,2 | 0,2  | 3,4  | 7,2  | 11,1 | 14,5 | 16,9 | 16,3 | 13,5 | 8,7  | 3,7  | 0,1  | −0,3     | 7,2      | 15,9     | 8,6      | 7,9   |
| Precipitazioni (mm) | 61   | 61   | 75   | 102  | 113  | 120  | 92   | 111  | 105  | 117  | 109  | 70   | 192      | 290      | 323      | 331      | 1 136 |

## Storia
Le più antiche tracce umane risalgono all'età del rame, con la presenza di insediamenti umani presso il cosiddetto "Buco della sabbia", caverna funeraria con resti d'ossa, utensili e graffiti.
Successivamente, quando i Romani si impadronirono della Gallia Cisalpina (196 a.C.), anche il territorio civatese fu soggetto all'opera di riorganizzazione militare-difensiva a cui furono sottoposti i territori della collina e della pianura, per creare una protezione in previsione di incursioni dalle Alpi. Il passaggio obbligato all'incrocio con la via proveniente da Aquileia valse alla località la denominazione di Clavis ("chiave"). Furono poi i Longobardi a variare la voce latina in Clavate, col suffisso -ate già presente in epoca etrusca, da cui Ciavate o Ciauate per arrivare all'odierna Civate. Ciò che importa, comunque, è che i Romani, presenti con forze massicce nel castello di Lecco, fossero anche stanziati nel punto chiave di transito, laddove vi erano il ponte sul Rio Torto e un piccolo luogo di culto, denominato "La Santa", dove oggi sorge l'oratorio dei Santi Nazario e Celso.
Nel 476 d. C, alla caduta dell'Impero romano d'Occidente, i Goti assunsero il dominio sulla penisola italica; anche qui ne sono rimaste tracce (come il Buco della sabbia), in particolare sul monte Barro, dove oggi i resti di una fortezza testimoniano la volontà di aumentare il controllo sulla zona del transito obbligato de "La Santa".
In seguito i Longobardi ebbero un ruolo decisivo nella storia di Civate, non solo a livello militare, ma anche religioso e culturale: alla fine del loro regno sorse il monastero di San Pietro al Monte. Tutti i documenti che ne ricordano la fondazione rimarcano la sua origine longobarda, attribuendo l'idea della realizzazione di esso a Desiderio, l'ultimo re dei Longobardi.

La storia di Civate fu per secoli indissolubilmente legata alle vicende del monastero, ai rapporti con gli abati, all'Impero germanico e agli arcivescovi milanesi. In particolare, allo scoppio del conflitto tra Milano e l'imperatore Federico Barbarossa, Algiso, l'allora abate di Civate, si schierò con Barbarossa offrendo un appoggio non solo spirituale. Distrutta Milano nel 1162, Federico concesse ad Algiso, suo fedelissimo, il diploma che confermava il possesso dell'abbazia civatese. L'illusione di aver ottenuto libertà e indipendenza fu, però, di breve durata perché poco tempo dopo l'Arcivescovo milanese ottenne l'autorità sul monastero e i suoi beni.
Nel XIII secolo, durante le dispute tra i Visconti ai Torriani, il castello di Civate andò distrutto.
Nel 1470 morì l'ultimo benedettino rimasto. In seguito alla nascita degli ordini mendicanti, il monastero diventò commenda di numerosi cardinali, tra i quali Ascanio Maria Sforza Visconti e Antonio Trivulzio. I monaci tornarono a Civate solo nel 1566, quando l'allora abate commendatario Niccolò Sfondrati, futuro papa Gregorio XIV, convinse gli Olivetani ad abitare il monastero, dando alla fede nuovo fervore.
Nel 1571 venne a Civate il cardinale Carlo Borromeo in visita pastorale. Sotto il suo pontificato si pose la questione sia della nomina di un parroco scelto tra il clero secolare sia del rito romano, con cui da sempre si celebrava a Civate. Negli anni la brianzola Civate continuò a professarlo per onorare la basilica sovrastante il paese.
Nel Regno d'Italia napoleonico Civate  era inclusa nel dipartimento del Lario.

### Simboli
Lo stemma e il gonfalone sono stati concessi con DPR del 22 novembre 1979.
La banda potrebbe essere un riferimento all'ipotesi che il toponimo Civate derivi dal latino clivus, "declivio". Il gonfalone è un drappo partito di bianco e di verde.

## Monumenti e luoghi d'interesse

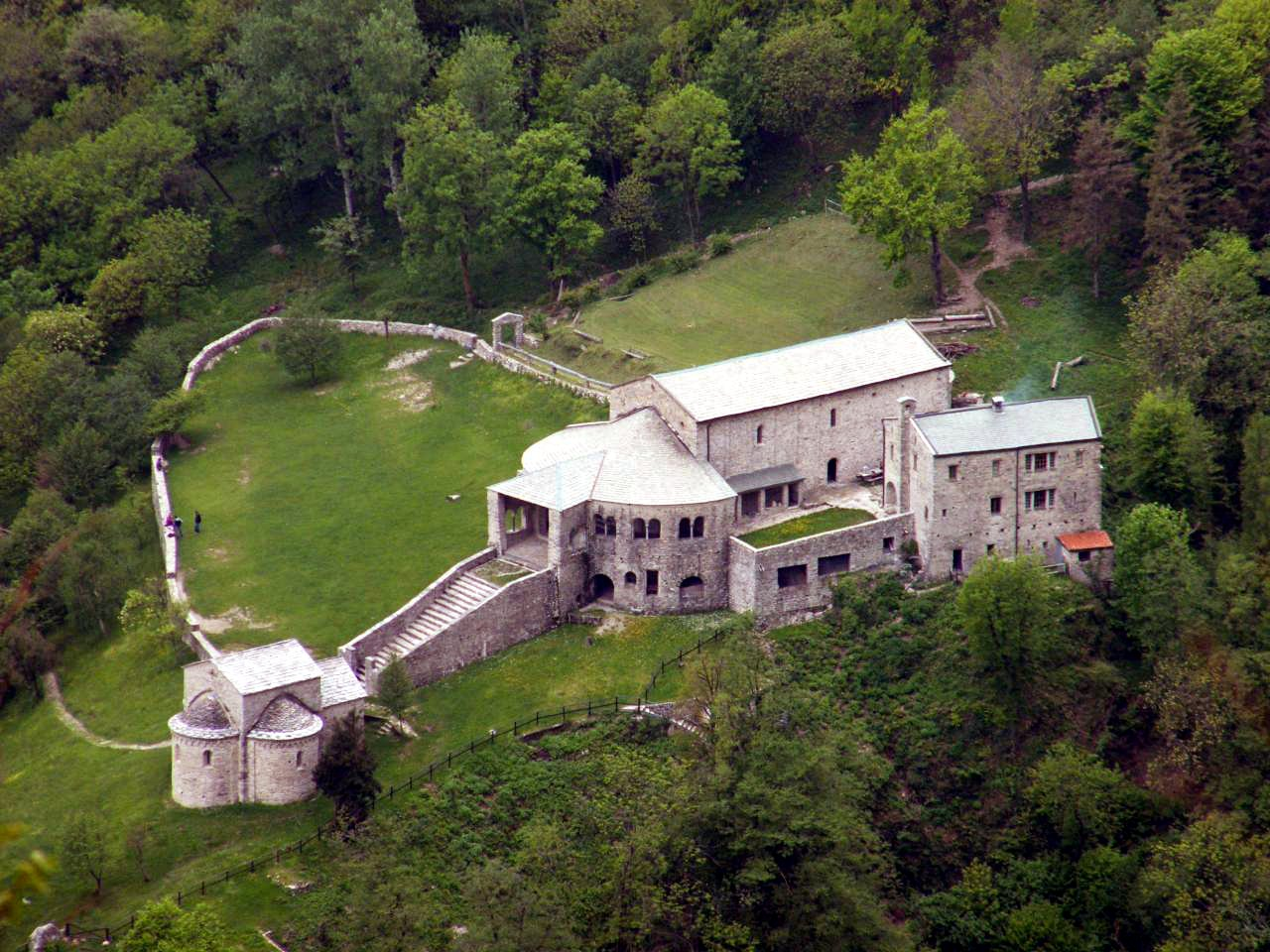
Chiesa di San Pietro al Monte.

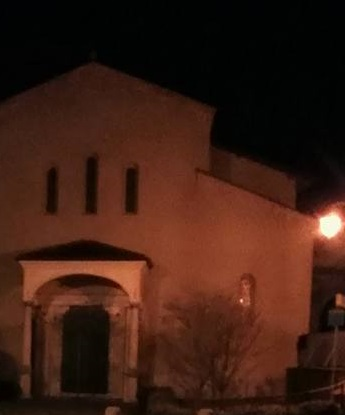
Chiesa di San Calocero.

### Architetture religiose
- Parrocchiale dei San Vito e Modesto
- Abbazia di San Pietro al Monte
- Chiesa di San Calocero

La facciata a capanna presenta delle monofore inserite negli anni '40 del Novecento. In origine la chiesa era divisa in tre navate di uguale lunghezza terminanti con abside semicircolare. Lungo le pareti della navata centrale si sviluppa un ciclo di affreschi disposto su due registri, realizzato tra l'XI e il XII secolo, che rappresenta episodi dell'Antico Testamento. Il presbiterio è sopraelevato e sotto vi è la cripta tripartita da colonne. 
- Chiesa dei Santi Nazario e Celso.

La struttura odierna della chiesa di S. Nazaro presenta caratteristiche tipicamente settecentesche. La facciata con il timpano triangolare sorretto da lesene si eleva nella parte centrale terminando a cuspide. A questa parte centrale sono affiancati due cappelle, originariamente concepite come ossari, coperte da un tetto a falde poggiato su una linea di voluta, che si interpone ad ammorbidire l’angolosità del passaggio tra i due livelli, raccordandole al corpo principale. Il portone di ingresso, in pietra, è sormontato da una lunetta ad arco ribassato, in cui è inserita una nicchia creata per posizionarvi la statua della Madonna o di S. Nazaro. In asse con la porta, al di sotto della cornice, vi è una finestra che trova un richiamo nelle altre due presenti nelle cappelle. Internamente questa finestra si apre sopra la cornice, nell'arco di lunetta sotto la volta; lo stesso avviene per le finestre che si aprono a sud. Il campanile, a pianta quadrata, presenta in altezza quattro cornici ed è collocato nel punto di incontro tra il corpo della navata e la casa del custode. Internamente la chiesa ha un'unica navata lunga 21 m e larga 5 m, che si apre nelle due cappelle, una a destra ed una a sinistra, alle quali si accede appena superato l’ingresso principale, tramite due porticine in legno, che se chiuse non si notano. La navata è suddivisa in quattro campate con volta a botte, con il presbitero rialzato. Dietro il presbitero è collocata la sacrestia, attraverso la quale si può accedere al campanile e alla casa del custode.
- Oratorio di San Rocco
- Chiesa di Sant'Andrea

La chiesa è di modeste dimensioni, con una facciata a capanna delimitata dai due spioventi della copertura lignea. Una semplice ma elegante decorazione sul timpano conclude il prospetto principale che conduce ed accoglie all’interno dell'edificio ad unica navata con una volta a botte ribassata, sottolineata da una cornice in aggetto che delimita tutte la pareti perimetrali. Una balaustra in pietra arenaria sobriamente lavorata delimita la zona del presbiterio, della stessa larghezza dell’aula, dove è collocato l’altare maggiore in marmo, realizzato nel 1759. Sopra quest’ultimo, in una nicchia, è conservato un prezioso bassorilievo in pietra raffigurante una Madonna con Bambino ed i santi Pietro ed Andrea, cui è dedicata la piccola chiesa. Sono inoltre presenti alcuni interessanti lacerti di affreschi, resi visibili grazie all’ultimo restauro, in cui si possono individuare la sommità di un baldacchino o di un panneggio e due angeli ai lati, realizzati con particolare cura stilistica ed esecutiva, di cui si possono apprezzare gli effetti cromatici ben conservati.

## Società

### Evoluzione demografica
- 870 nel 1751
- 893 nel 1771
- 897 nel 1790[6]
- 1 026 nel 1805
- 1 455 dopo annessione di Malgrate nel 1809
- annessione a Galbiate nel 1812
- 1 487 nel 1853
- dal 1911 alla data odierna raddoppio degli abitanti residenti

Abitanti censiti